# Rhamphomyia curvinervis
Rhamphomyia curvinervis är en tvåvingeart som beskrevs av Oldenberg 1915. Rhamphomyia curvinervis ingår i släktet Rhamphomyia och familjen dansflugor. Inga underarter finns listade i Catalogue of Life.